# 喬許·史密斯 (內野手)
喬許·哈里斯·史密斯（英語：Josh Harris Smith，1997年8月7日—），為美國職棒大聯盟的工具人，目前效力於德州遊騎兵。他在2022年登上大聯盟。

## 職業生涯

### 紐約洋基
2019年大聯盟選秀，洋基在第二輪67順位選進史密斯。他在短期1A繳出3成24的打擊率，並敲出3轟與15分打點。隔年小聯盟賽季因為COVID-19疫情肆虐而全面暫停。2021年，他在1A層級共繳出3成24的打擊率，並敲出9轟與24分打點。

### 德州遊騎兵
22021年7月29日，洋基將史密斯、Glenn Otto、Ezequiel Durán和Trevor Hauver交易到遊騎兵，換來喬伊·蓋洛和喬利·羅德里格斯。該年他迅速從1A升上3A，整季共繳出2成90的打擊率，並敲出6轟與45分打點。
2022年5月30日，史密斯登上大聯盟，他在初登場就敲出三支安打。7月11日，他跑出一支場內全壘打，為他的大聯盟首轟。整季他的打擊率為1成97，並敲出2轟與16分打點。

## 外部連結
- 喬許·史密斯在美國職棒官網（英语）
- 喬許·史密斯在Baseball-Reference.com（大聯盟）（英语）
- 喬許·史密斯在Baseball-Reference.com（小聯盟以及海外聯盟）（英语）
- 喬許·史密斯在ESPN（MLB）（英语）
- 喬許·史密斯在FanGraphs.com（英语）